# Eurrhyparodes sculdus
Eurrhyparodes sculdus là một loài bướm đêm trong họ Crambidae.